# James Codrington
James Edward Codrington Forsyth, född 1 juni 1929 i Watford, död 29 april 2020 i Danderyds församling, var en brittisk-svensk arkitekt.
Codrington, som var son till commodore Hugh Codrington Forsyth och Kathleen Warren, studerade vid Northern Polytechnic Institute  i London 1946–1947 och 1949–1953, Portsmouth School of Architecture 1953–1954 och blev medlem i Royal Institute of British Architects 1955. Han anställdes av London County Council 1954, hos arkitekterna Lennart Uhlin och Lars Malm i Stockholm 1956, hos arkitekt Ralph Erskine i Drottningholm 1957 samt hos arkitekterna Åke Ahlström och Kell Åström i Stockholm från 1961. Han var Sverigekorrespondent för arkitekturtidskrifterna Interbuild London och (tillsammans med professor Olle Wåhlström) Architektoniki Aten.  Han bedrev senare egen arkitektverksamhet i ArkiNova Arkitekter AB och Transark. Han ritade bland annat Södertälje sjukhus (1966, tillsammans med Kuldar Parik och Åke Ahlström) och Stenby-Löppinge, stadsplanetävling i Eskilstuna (1966, tillsammans med Kuldar Parik och Åke Ahlström).
Codrington avled i sviterna av covid-19.